# 趙抃

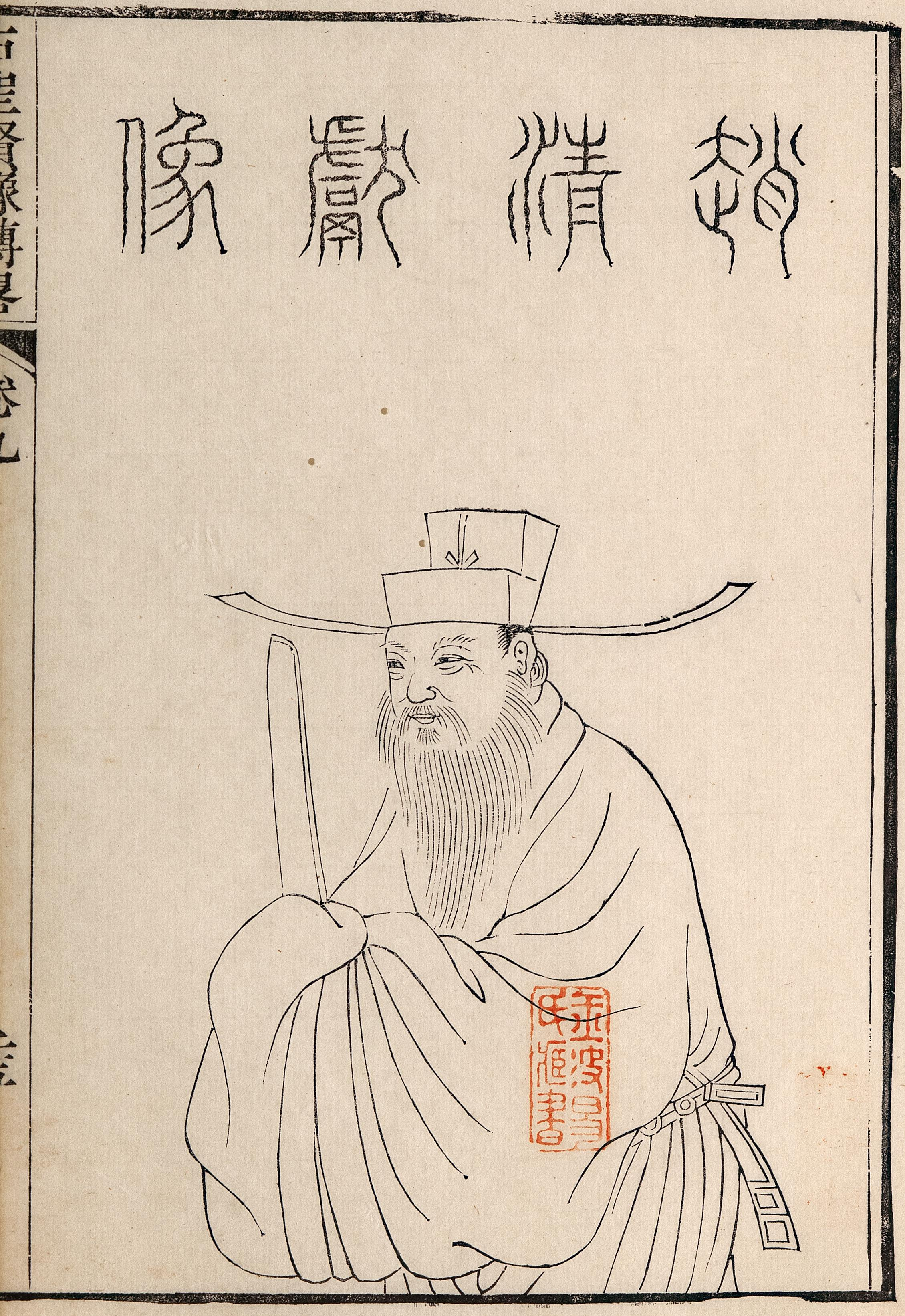
趙抃 古聖賢像傳略

趙抃（1008年—1084年），字閱道（一作悅道），號知非子，衢州西安（今浙江衢縣）人，北宋时期官僚。趙湘之孙。

## 生平
仁宗景祐元年（1034年）進士，除武安軍節度推官。通判泗洲。至和元年（1054年），召爲殿中侍御史，弹劾不避权势，时称“铁面御史”。平时以一琴一鹤相随。嘉祐六年（1061年），外放虔州，为政“严而不苛”，百姓安堵。英宗時，奉使契丹。官至参知政事。熙寧三年（1070年），因反對王安石推行青苗法，以资政殿学士知杭州，十二月庚申（四日）詔令接替郑獬知青州（今属山东），四年元月与沈立交割，三月赴青州就任。熙寧五年闰七月知成都，七年知越州（今浙江绍兴），時吴越大饥，疫死者过半，趙抃尽力救荒。
元豐二年（1079年）二月，以太子少保致仕。元豐七年（1084年）卒。謚清獻，後人多稱為趙清獻。有《清獻集》十卷。退隱後寫了一首詩：“腰佩黃金已退藏，個中消息也尋常。世人欲識高齋老，只是柯村趙四郎。」

## 後世紀念
赵抃墓为浙江省文物保护单位。

## 延伸阅读
[在维基数据编辑]
 《宋史·卷316》，出自脱脱《宋史》